# Bầu cử quốc hội Uzbekistan 2024
Cuộc bầu cử quốc hội được tổ chức tại Uzbekistan vào ngày 27 tháng 10 năm 2024 để bầu ra các nghị sĩ của Viện lập pháp.

## Kết quả
| Đảng                         | Đảng                                       | Tỷ lệ      | Tỷ lệ  | Tỷ lệ | Khu vực bầu cử | Khu vực bầu cử | Khu vực bầu cử | Tổng số ghế | +/– |
| Đảng                         | Đảng                                       | Phiếu bầu  | %      | Ghế   | Phiếu bầu      | %              | Ghế            | Tổng số ghế | +/– |
| ---------------------------- | ------------------------------------------ | ---------- | ------ | ----- | -------------- | -------------- | -------------- | ----------- | --- |
|                              | Đảng Dân chủ Tự do Uzbekistan              | 5.194.041  | 34.75  | 26    |                |                | 38             | 64          | +11 |
|                              | Đảng Dân chủ Phục hưng Quốc gia Uzbekistan | 2.812.493  | 18.82  | 14    |                |                | 15             | 29          | −7  |
|                              | Đảng Dân chủ Nhân dân Uzbekistan           | 2.558.016  | 17.11  | 13    |                |                | 7              | 20          | −2  |
|                              | Đảng Dân chủ Xã hội Công lý                | 2.420.857  | 16.20  | 12    |                |                | 9              | 21          | −3  |
|                              | Đảng Sinh thái Uzbekistan                  | 1.960.764  | 13.12  | 10    |                |                | 6              | 16          | +1  |
| Tổng cộng                    | Tổng cộng                                  | 14.946.171 | 100.00 | 75    |                |                | 75             | 150         | 0   |
|                              |                                            |            |        |       |                |                |                |             |     |
| Phiếu bầu hợp lệ             | Phiếu bầu hợp lệ                           | 14.946.171 | 99.46  |       |                |                |                |             |     |
| Phiếu bầu không hợp lệ/trống | Phiếu bầu không hợp lệ/trống               | 81.358     | 0.54   |       |                |                |                |             |     |
| Tổng cộng phiếu bầu          | Tổng cộng phiếu bầu                        | 15.027.529 | 100.00 |       |                |                |                |             |     |
| Cử tri phiếu bầu đã đăng ký  | Cử tri phiếu bầu đã đăng ký                | 19.944.859 | 75.35  |       |                |                |                |             |     |
| Nguồn: MSK, MSK              |                                            |            |        |       |                |                |                |             |     |